# 広陵町立真美ヶ丘中学校
広陵町立真美ケ丘中学校（こうりょうちょうりつ まみがおかちゅうがっこう）は奈良県北葛城郡広陵町にある公立中学校。所在地は馬見中2丁目17の32。3学期制であり、2007年度現在全校生徒は約570人。大和真美ヶ丘ニュータウンが学区。学習を進んで行う生徒が多く、県内でもトップクラスの成績を誇る。生徒は広陵町立真美ヶ丘第一小学校および広陵町立真美ヶ丘第二小学校からの進学となる。
大和川関連では1996年（平成8年）に、敷地内に降った雨を学校敷地を用い一時的に貯留する雨水貯留浸透施設が設置されている。ダム建設の資料などに用いられている。

## 沿革
- 1985年12月28日‐プール完成
- 1986年3月15日‐校舎・体育館落成
- 1986年4月5日‐開校式（1年生81名・2年生57名・計138名）
- 1987年11月25日‐校歌発表式典
- 1988年3月17日‐第1回卒業証書授与式
- 1989年4月‐文部省中学校教育課程研究指定校に指定
- 1991年3月‐文部省中学校教育課程研究指定校誌上発表
- 1992年4月‐県教委教育放送研究指定校に指定
- 1994年3月‐県教委教育放送研究指定校誌上発表
- 1996年3月‐普通教室4、音楽教室1増設・職員室改築
- 1997年3月‐流域貯留浸透設備、テニスコート2面増設
- 1997年6月‐駐輪場新設
- 1999年8月‐LL教室全面改修
- 2002年4月‐県教委学習指導（英語）研究指定校に指定
- 2003年4月‐文部科学省・県教委科学技術・理科教育推進モデル事業（｢理科大好きスクール｣事業）研究指定校に指定
- 2003年11月‐県教委学習指導（英語）研究指定校研究発表
- 2004年11月‐文部科学省・県教委科学技術・理科教育推進モデル事業研究指定校研究発表
- 2007年9月‐プール付近に女子トイレ増築

## 校訓
- 学び鍛える人たれ
- 明るく優しき人たれ
- 耐え忍べる人たれ

また、この校訓を刻んだ石碑が昇降口前に設置されている。

## 通学方法
原則として徒歩としているが、身体上の理由や通学の所要時間などで自転車も許可される。
自転車通学許可地域 - みささぎ台

## 特別活動

### 部活動

#### 運動部
- 野球部
- サッカー部
- ソフトテニス部（男女）
- バスケットボール部（男女別）
- 卓球部（男女別）
- バレーボール部（女子）
- バドミントン部（男女）
- ソフトボール部（女子）

#### 文化部
- 合唱部
- 美術部
- パソコン部
- 英語部

### 委員会活動
各学級より男女1名ずつ
- 学級委員
- 体育委員
- 図書委員
- 放送委員
- 生活委員
- 給食委員

### 生徒会
- 生徒会長（1年、もしくは2年から1名）
- 副会長（1,2年各1名ずつ）
- 書記（1,2年から計3 - 4名）
- 庶務

## 教室

### 普通教室
- 1年生‐1組 - 4組
- 2年生‐1組 - 3組
- 3年生‐1組 - 3組

(現在)

### 特別教室
- 校長室
- 職員室（AEDが設置されている）
- 保健室
- 放送室
- 図書室（昼休み、放課後に20分ずつ開館）
- 生徒会室（生徒会活動で使用）
- 少人数教室1、2（主に2年生の数学で使用）
- 第1理科室（主に化学、物理で使用）
- 第2理科室（主に生物、地学で使用）
- 美術室（美術の授業で使用）
- 第1･2音楽室（音楽の授業で使用･第1音楽室は合唱部の活動場）
- 調理室（調理実習の際、使用）
- 被服室（家庭科・裁縫の授業で使用）
- 木工室（技術の授業で使用）
- PC教室（技術の授業で使用）
- 格技室（体育の授業で使用）
- LL教室（英語の授業で使用）
- 進路指導室
- カウンセリング室（相談室）

## 校時
原則として50分授業で、8時25分までに自席に座っていないと遅刻とみなされる。
普通校時
- 職員朝礼 8:20 - 8:30
- 朝の会 8:30 - 8:35
- 読書（真1） 8:35 - 8:45
- 1限目 8:55 - 9:45
- 2限目 9:55 - 10:45
- 3限目 10:55 - 11:45
- 4限目 11:55 - 12:45
- 昼食 12:45 - 13:15
- 昼休み 13:15 - 13:30
- 5限目 13:35 - 14:25
- 6限目 14:35 - 15:25
- 清掃 15:35 - 15:45
- 終りの会 15:55 - 16:05

短縮校時
- 職員朝礼 8:20 - 8:30
- 朝の会 8:30 - 8:35
- 読書（真1） 8:35 - 8:45
- 1限目 8:55 - 9:40
- 2限目 9:50 - 10:35
- 3限目 10:45 - 11:30
- 4限目 11:40 - 12:25
- 昼食 12:25 - 12:55
- 昼休み 12:55 - 13:10
- 5限目 13:15 - 14:00
- 6限目 14:10 - 14:55
- 清掃 15:05 - 15:15
- 終りの会 15:25 - 15:35

## 最終下校
最終下校時刻は月によって異なる
- 4月 - 18時
- 5月 - 18時
- 6月 - 18時
- 7月 - 18時
- 8月 - 18時
- 9月上旬 - 18時
- 9月下旬 - 17時30分
- 10月 - 17時
- 11月 - 16時45分
- 12月 - 16時30分
- 1月上旬 - 16時45分
- 1月下旬 - 17時
- 2月 - 17時15分
- 3月 - 17時30分

## 行事など

### 4月
- 始業式
- 離着任式
- 入学式
- 身体測定
- 家庭訪問
- 一斉部会

### 5月
- 授業参観
- 校外学習
- 1学期中間考査

### 6月
- 教育相談
- 1学期期末考査

### 7月
- 三者懇談
- 終業式
- 夏季休業開始

### 9月
- 始業式
- 授業参観

### 10月
- 体育大会
- 教育相談
- 2学期中間考査
- 芸術鑑賞会

### 11月
- 生徒会役員選挙
- コーラスフェスティバル
- 授業参観
- 2学期期末考査

### 12月
- 避難訓練
- 三者懇談
- 冬季休業開始

### 1月
- 始業式
- 新入生保護者説明会

### 2月
- 3学期期末考査（学年末テスト）

### 3月
- 3年生を送る会
- 卒業証書授与式
- 修了式
- 春季休業開始

## 通学区域が隣接している学校
- 広陵町立広陵中学校
- 大和高田市立高田西中学校
- 香芝市立香芝東中学校
- 上牧町立上牧中学校
- 河合町立河合第一中学校